# Vyčius
Vyčius je řeka 2. řádu ve střední Litvě, pravý přítok řeky Jiesia, teče v okrese Kaunas. Pramení v městečku Piliuona. Zpočátku teče klikatě ve směru celkově severozápadním. Po soutoku s říčkou Miltupis se stáčí do směru celkově západního, který si udrží až do soutoku s řekou Jiesia. Celý tok probíhá asi 10 km jižně od města Kaunas ve stejnojmenném okrese. Horní tok je v lese Dumbravos miškas. Zbylá většina toku je ve volné krajině, mezi poli a loukami. 2 km před ústím je hráz rybníka Vyčiaus tvenkinys.

## Přítoky
- Levé:

| Hydrologické pořadí | Řeka     | Délka (km) | Povodí (km²) | Vzdálenost od ústí (km) | Ústí kde | Koordináty ústí                  |
| ------------------- | -------- | ---------- | ------------ | ----------------------- | -------- | -------------------------------- |
| 10011567            | Šilupis  | 3,5        | 8,9          | 13,1                    | Vyčius   | 54°48′40″ s. š., 24°4′7″ v. d.   |
| 10011568            | Striaunė | 7,4        | 15,6         | 7,9                     | Vyčius   | 54°48′15″ s. š., 23°59′49″ v. d. |

- Pravé:

| Hydrologické pořadí | Řeka     | Délka (km) | Povodí (km²) | Vzdálenost od ústí (km) | Ústí kde | Koordináty ústí                 |
| ------------------- | -------- | ---------- | ------------ | ----------------------- | -------- | ------------------------------- |
| 10011566            | Miltupis | 3,8        | 3,7          | 14,4                    | Piliuona | 54°48′23″ s. š., 24°5′24″ v. d. |

## Sídla při řece
- Piliuona, Dobilija, Vyčius, Margininkai, Vainatrakis, Patamulšėlis, Raželiai, Pavytė